# 그 노래
《그 노래》는 2023년에 개봉한 대한민국의 영화이다.

## 캐스팅
- 오진석 : 요셉 역
- 한기찬 : 청명 역
- 조정환 : 호석 역
- 유혜인 : 청아 역
- 류화영 : 선아 역
- 박현정 : 현숙 역
- 이동준 : 정근 역
- 손강국 : 형구 역
- 최태환 : 요한 역
- 임유빈 : 노을 역
- 최자혜 : 미란 역
- 달수빈 : 새롬 역
- 조용상 : 근성 역
- 연오 : 젊은호석 역
- 박완규 : 레전드 가수 역